# Snaefell Mountain Course
El Snaefell Mountain Course (traduïble com a 'circuit de la muntanya de Snaefell'), conegut també com a TT Mountain Course o TT Course, és un circuit urbà de 60,761 km (37,733 milles) de longitud que es fa servir tant per al TT de l'Illa de Man com per al Manx Grand Prix. Pren el nom de Snaefell, la muntanya més alta de l'illa de Man, i és un dels circuits de motociclisme encara en ús més antics del món.
La línia de sortida és a Douglas i el recorregut està format per diverses carreteres normalment obertes al trànsit, com ara l'A2 (Douglas-Ramsey), l'A1 (Douglas-Peel), l'A3 (Castletown-Ramsey) i, finalment, l'anomenat "tram de muntanya" (Mountain Road) de l'A18, on, a la zona de Brandywell, hi ha el punt més alt del circuit, a 422 metres sobre el nivell del mar.

## Història

### Els orígens

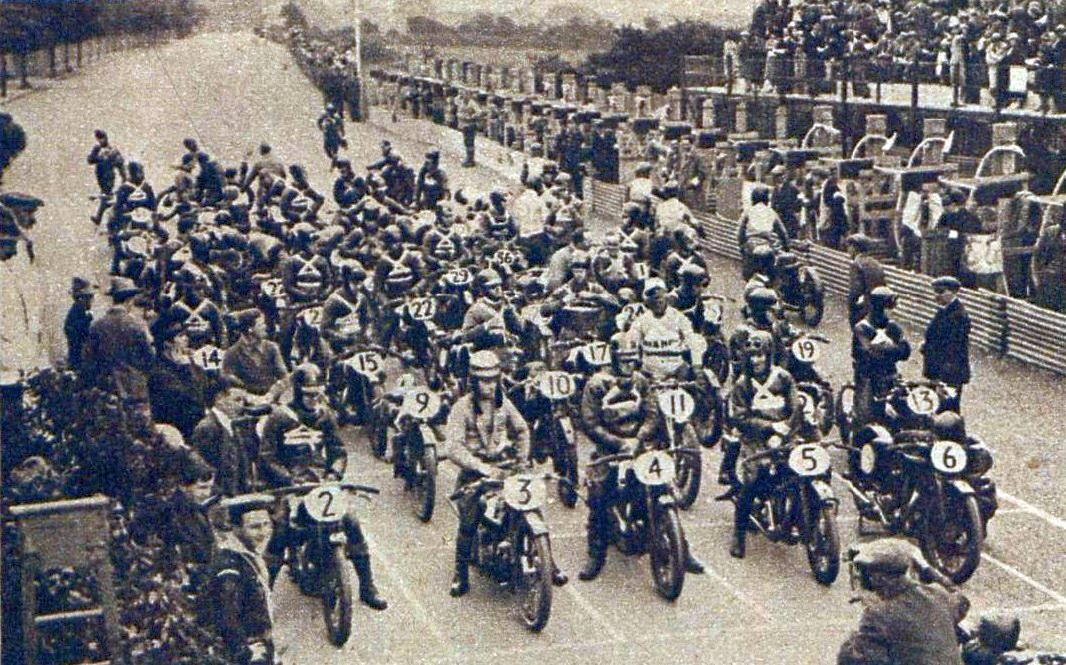
Sortida d'una cursa al TT de 1926

Les primeres curses de motor a l'illa de Man es van començar a celebrar el 1904. La primera de totes va ser una cursa d'automòbils de turisme: la "Gordon Bennet Car Trials", una cursa que s'havia celebrat originalment a Gran Bretanya però que es va traslladar a Man per qüestions legals: amb l'aprovació el 1903 de la "Motor Act", una llei que limitava la velocitat dels automòbils al Regne Unit a 32 km/h (20 mph), la continuació d'aquesta mena de competicions es va posar en dubte. L'aleshores president de l'Automobile Club de Gran Bretanya i Irlanda va recórrer llavors a les autoritats de l'illa de Man per mirar d'obtenir l'autorització per a celebrar les competicions d'automòbils a les seves carreteres. El Parlament de Man va aprovar la "Highway Act" el 1904 i va permetre l'habilitació d'un circuit de 83,9 km (52,15 milles). Aquest circuit es va anomenar "Highland course" i es va estrenar a la Gordon Bennett aquell any mateix.
L'any següent es va afegir una competició de motocicletes a la d'automòbils. L'objectiu d'aquesta altra cursa era seleccionar els pilots amb els quals es formaria l'equip que havia de representar la Gran Bretanya a la "Copa Internacional de Motociclisme" que s'havia de celebrar a Àustria. Tanmateix, la zona de l'actual A18 va resultar massa difícil per a les motocicletes de l'època i, per tant, la cursa es va fer en un recorregut reduït a 40,2 km (25 milles). La longitud del traçat va sofrir una reducció addicional per a la Gordon Bennett de 1906, que es va córrer en un circuit reduït a 64,75 km (40 milles, 2 furlongs i 60 iardes) dels 83,9 originals.
El primer Tourist Trophy (TT), celebrat el 1907, es va disputar novament al circuit escurçat, conegut com a St. John o St. John's Short Course, a causa de la dificultat de pujar la muntanya per a les motos de l'època. La longitud d'aquest traçat era de 24,13 km (15 milles i 1.470 iardes). El 1911, la cursa del TT es va celebrar en un traçat de 60,35 km (37,5 milles). Els trams de Peel i Sandygate van ser eliminats del recorregut llarg i el nou circuit es va anomenar Four-Inch Course ("Circuit de les quatre polzades") pel fet que la normativa adoptada per al TT de 1908 limitava el diàmetre dels cilindres del motor dels cotxes participants a aquesta mida, equivalent a 102 mm.

### Dècades del 1920-1930

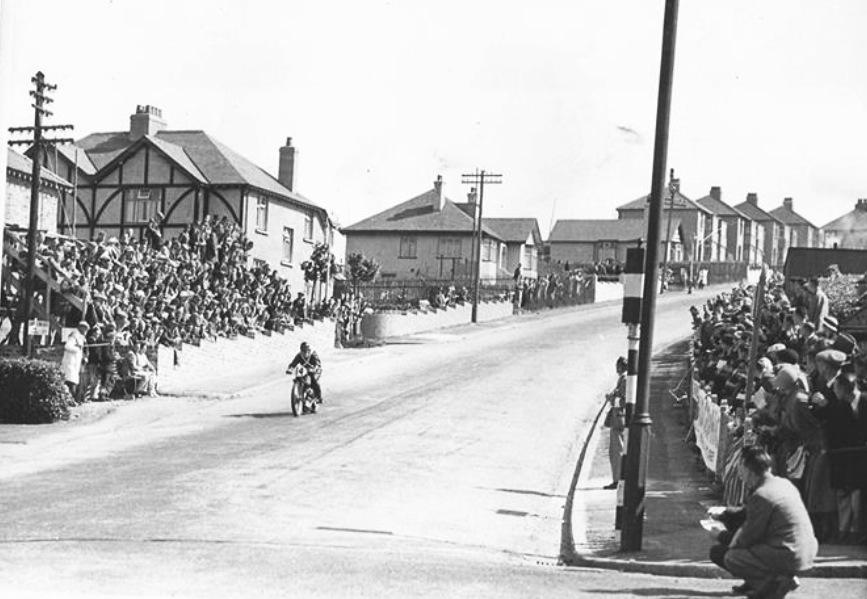
Baixant de Bray Hill al TT ca. 1930

El recorregut va canviar de nou per al TT de 1920: la sortida era a Glencrutchery Road i la longitud total quedà en 60,75 km (37,75 milles). A la cursa de 1923, el circuit es va modificar de nou amb l'addició, a Ramsey, d'una carretera privada entre Parliament Square i May Hill. Anteriorment, els competidors passaven per Albert Road i Tower Road. La longitud va baixar a 60,735 km (37,739 milles). Posteriorment, el 1938 es va recalcular la longitud i va resultar que el circuit feia 60,725 km (37,733 milles).
El TT de 1934 va tenir lloc en un circuit sotmès a noves modificacions. Se n'havien retirat un pas d'animals a la zona d'East Mountain i un pont d'esquena d'ase a Balling. També s'havien fet obres de millora a la carretera, que es van completar per a la cursa de 1935. A la zona de Brandywell es va eliminar un pas de bestiar a Beinn-y-Phott.

### Dècades del 1950-1980

Recorregut del Clypse Course, emprat de 1954 a 1959

Durant l'hivern de 1953 a 1954 es van dur a terme més obres amb l'objectiu de facilitar les curses que van tenir lloc al nou circuit de Clypse (una versió especial del Mountain Course que només es va fer servir al TT del 1954 al 1959). L'A18 es va ampliar a la zona entre Creg-ny-Baa, Signpost Corner i Cronk-ny-Mona. Unes obres similars, amb l'ampliació i el redisseny del traçat, van afectar la zona de Governor's Bridge i els encontorns de la cruïlla amb l'A2. També es van eliminar els "salts" a Highlander i Ballagarraghtn, prop de Ballacrane. Unes altres obres van suposar l'enderroc d'un cottage a Appledene i l'ampliació de la calçada a Hendley's Corner, Barregarrow, Ballaugh Bridge i Kerrowmoar.
Entre el 1957 i el 1958 es va enderrocar l'hotel "Bungalow", mentre que el 1959 es va afegir una rotonda a la intersecció de Quarterbridge. El 1960 es van remodelar les zones de Balling i Greeba Bridge a l'A3.
La millora del circuit va continuar a l'hivern de 1970 a 1971 amb l'ampliació de l'A18, feta mitjançant l'excavació del vessant del turó en contacte amb la carretera. Entre 1975 i 1976, l'A2 va ser ampliada i "redissenyada" a la secció de Snugbrough i a la 2nd Milestone. La zona de Quarry Bends es va veure afectada per obres similars entre 1985 i 1986.

### Dècada del 1990 a l'actualitat
Entre 1991 i 1992 es van completar grans obres de millora de carreteres a l'A18, entre el 26th Milestone i el Mountain Box i entre Windy Corner i Keppelgate. Un treball que després es repetí a l'A3 entre Barregarrow i Cronk-ny-Voddy (2003-2006). Aquestes intervencions també afectaren els trams de Handley's Corner i l'11th Milestone.
El 2004 es va eliminar el mur occidental de la zona coneguda com a Guthrie's Memorial. Finalment, entre el 2005 i el 2006 es va ampliar la calçada de Windy Corner a Brandish Corner.

## Traçat

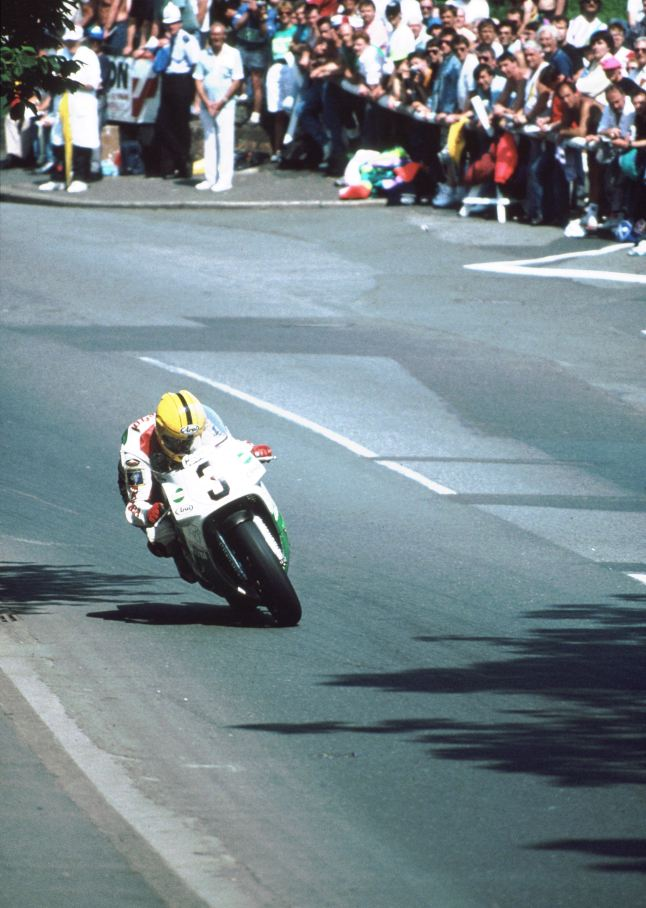
Joey Dunlop a Bray Hill al TT de 1992

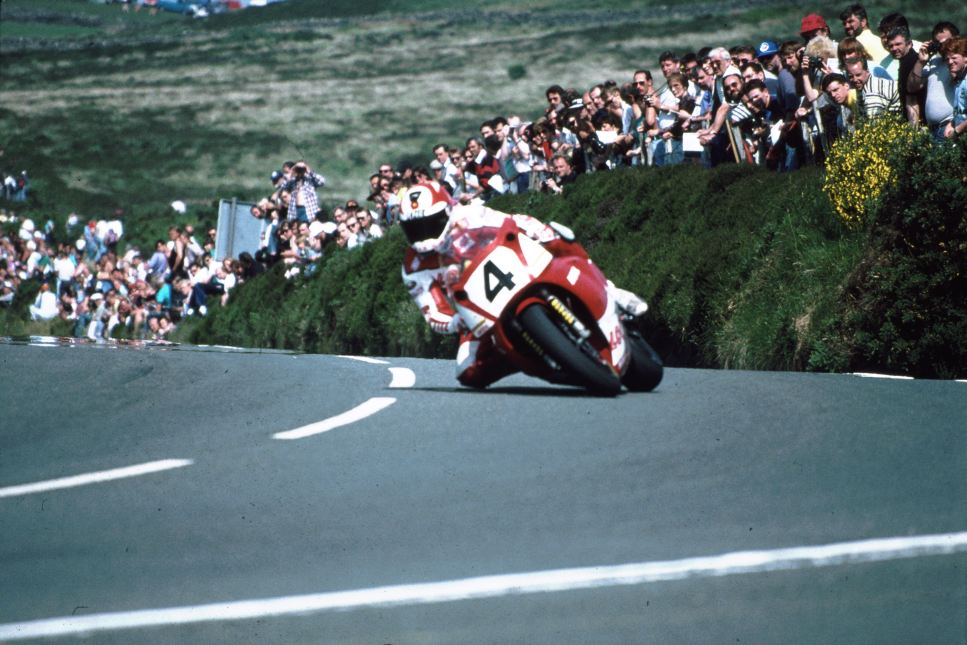
Carl Fogarty a Creg-ny-Baa al TT de 1992

Es diu que el circuit està format per més de 200 revolts, 60 dels quals reben el nom d'un pilot en commemoració d'algun esdeveniment significatiu, sovint relacionant amb accidents patits pels pilots en qüestió en aquell revolt específic, però també n'hi ha de donats per homenatjar un pilot en particular.
El primer revolt que va rebre un nom va ser l'"Edges Corner", situat entre Cronk-ny-Mona i Ballanard Road, un tram que es va fer servir entre 1911 i 1922. Hi ha una secció del Mountain Course que es coneix com a "Brandish" després que Walter Brandish caigués en un dels revolts de dretes i es trenqués una cama mentre intentava avançar a un altre competidor durant els entrenaments del TT de 1923. L'accident va passar a Upper Hilberry Corner, entre Creg-ny-Baa i Hill Berry.
El "Birkins Bend" està dedicat a Archie Birkins, mort en un accident durant els entrenaments del TT de 1927. En aquells moments els entrenaments tenien lloc en carreteres obertes al trànsit. Birkins, en un intent d'evitar una furgoneta de transport de peix, es va estavellar en una paret. A partir de l'any següent es va decidir que durant els entrenaments, tant del TT com del Manx Grand Prix, les carreteres restarien tallades al trànsit.
El "Handley's Corner" és un revolt al tram entre l'11th Milestone i el 12th Milestone que deu el seu nom a Walter Handley, pilot de Rudge, que hi va caure durant la primera volta del TT Senior de 1932 a la tardor i va patir una lesió a l'esquena que el va obligar a retirar-se.
Tot seguit s'esmenten alguns altres trams que duen el nom de pilots famosos:
- La zona anomenada "The Cutting" es va dedicar a Jimmie Guthrie el 1939. Des d'aleshores, el revolt en S d'aquesta zona s'anomena "Guthrie's Memorial".[14]
- El 1952, Bill Doran es va accidentar al tram entre Ballig Bridge i Laurel Bank i des d'aleshores aquell tram es coneix com a "Doran's Bend".
- El 1954 es va erigir un petit monument en honor a Leslie Graham en forma de petita cabana de pastors. Per aquest motiu el tram del circuit en què es va col·locar va prendre el nom de "Bungalow Bridge".[15]
- El 32th Milestone es coneix com a "Dukes" en honor a la victòria de Geoff Duke al campionat del món de 1950,[16] mentre que el 26th Milestone està dedicat a Joey Dunlop.

Alguns periodistes i comentaristes de televisió es refereixen informalment al revolt pronunciat entre Brunswick Road i Quarterbridge com a l'"Ago's Leap", és a dir, 'el salt d'Agostini'.

### Recorregut
Tot seguit es llisten els indrets per on passa el Snaefell Mountain Course, des de la seva sortida a la cèlebre TT Grandstand ('la tribuna del TT') de Douglas fins a l'arribada a meta. Molts d'aquests llocs duen el nom del carrer, carretera, fita, pont, revolt, turó o casa pairal per on discorre el traçat.
|  | - 1. De la sortida a Glen Helen - TT Grandstand - St Ninian's Crossroads - Bray Hill - Quarterbridge Road - Quarterbridge - Braddan Bridge - Union Mills - Ballahutchin Hill - Ballagarey Corner - Glen Vine - Crosby - Highlander - Greeba Castle - Appledene - Greeba Bridge - Gorse Lea - Ballagarraghyn - Ballacraine - Ballaspur - Ballig - Doran's Bend - Laurel Bank - Black Dub - Glen Helen | - 2. De Glen Helen a Ballaugh Bridge - Creg Willey's Hill - Sarah's Cottage - Lambfell - Molyneux's - 11th Milestone - Handley's Corner - McGuinness's - Barregarrow - Cronk Urleigh - Douglas Road Corner - Rhencullen - Birkin's Bend - Bishopscourt - Orrisdale North - Dub Cottage - Alpine Cottage - Ballacobb - Ballaugh Bridge | - 3. De Ballaugh Bridge a Ramsey - Ballacrye Corner - Quarry Bends - Caley's - Sulby Bridge - Ginger Hall - Kerrowmoar - Glen Duff - School House Corner - Parliament Square - Whitegates - Ramsey Hairpin | - 4. De Ramsey al Bungalow - Waterworks - Tower Bends - Gooseneck - 26th Milestone - Guthrie's Memorial - Mountain Mile - Stonebreakers Hut - Verandah - Bungalow Bridge - The Bungalow | - 5. Del Bungalow a Cronk-ny-Mona - Hailwood's Height - Brandywell - Windy Corner - Keppel Gate - Kate's Cottage - Creg-ny-Baa - Gob-ny-Geay - Brandish Corner - Hillberry Corner - Cronk-ny-Mona | - 6. De Cronk-ny-Mona a la meta - Signpost Corner - The Nook - Governor's Bridge |

## Galeria

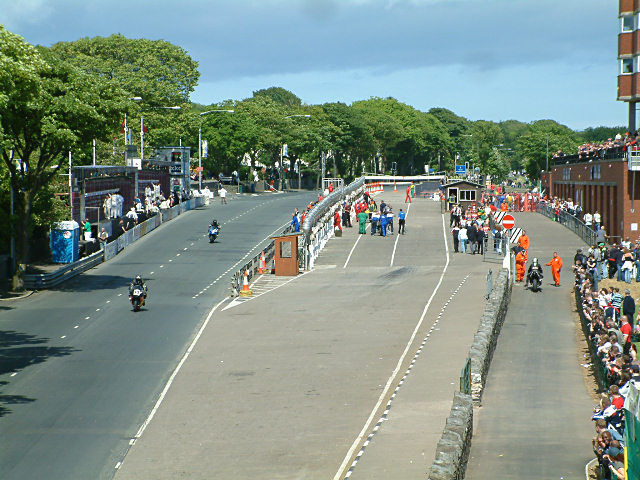
El TT Grandstand
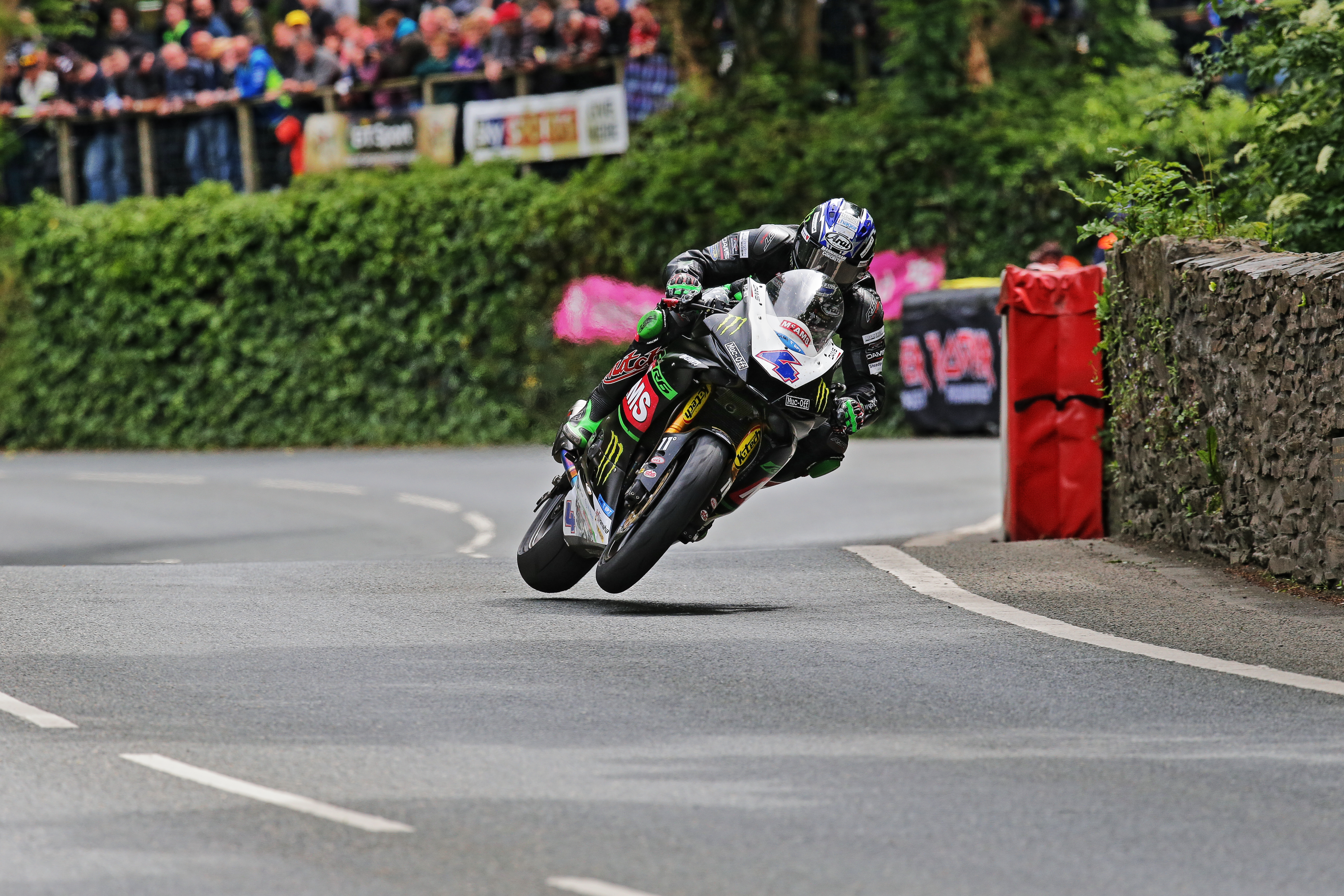
Union Mills
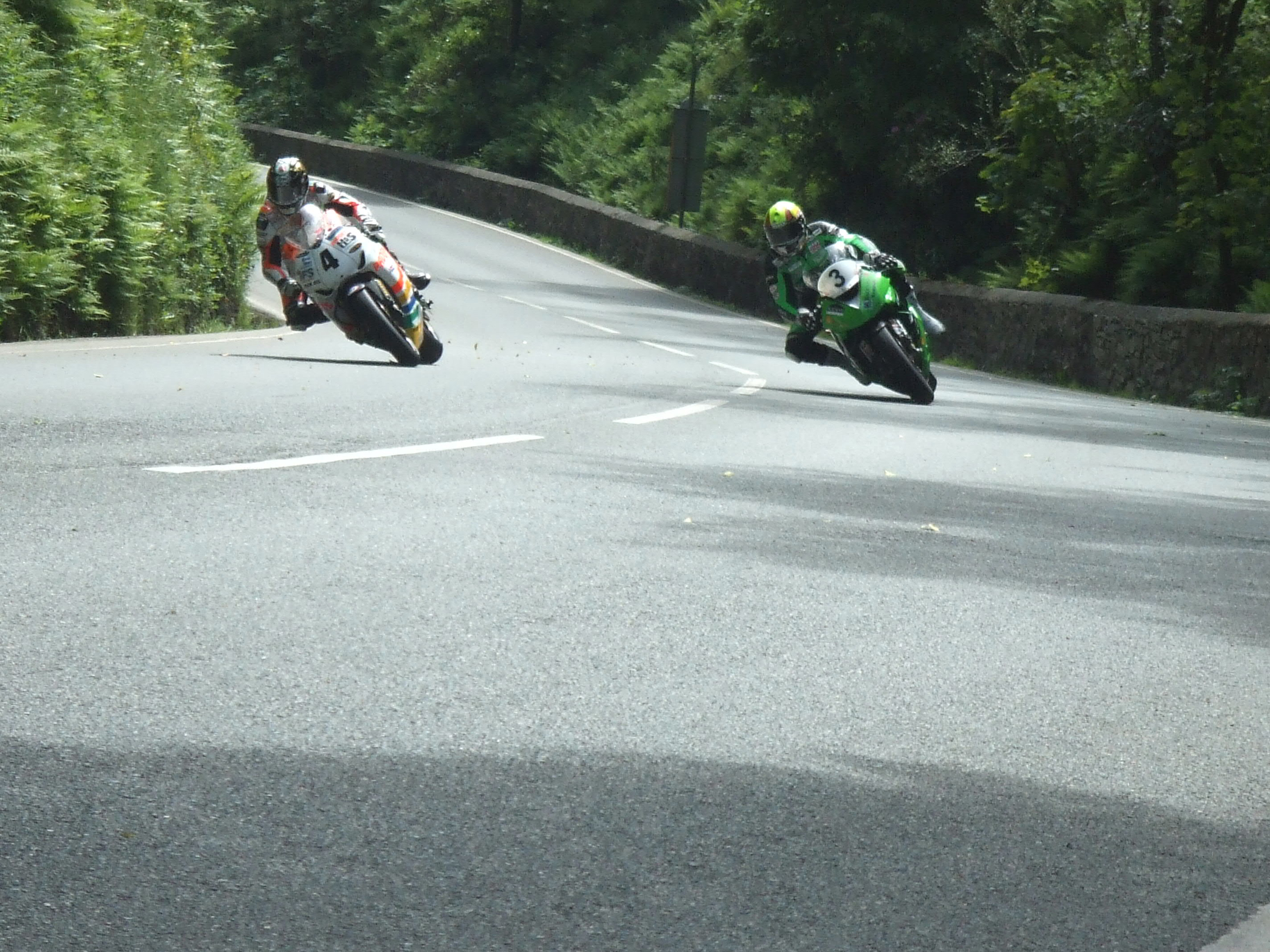
Sarah's Cottage
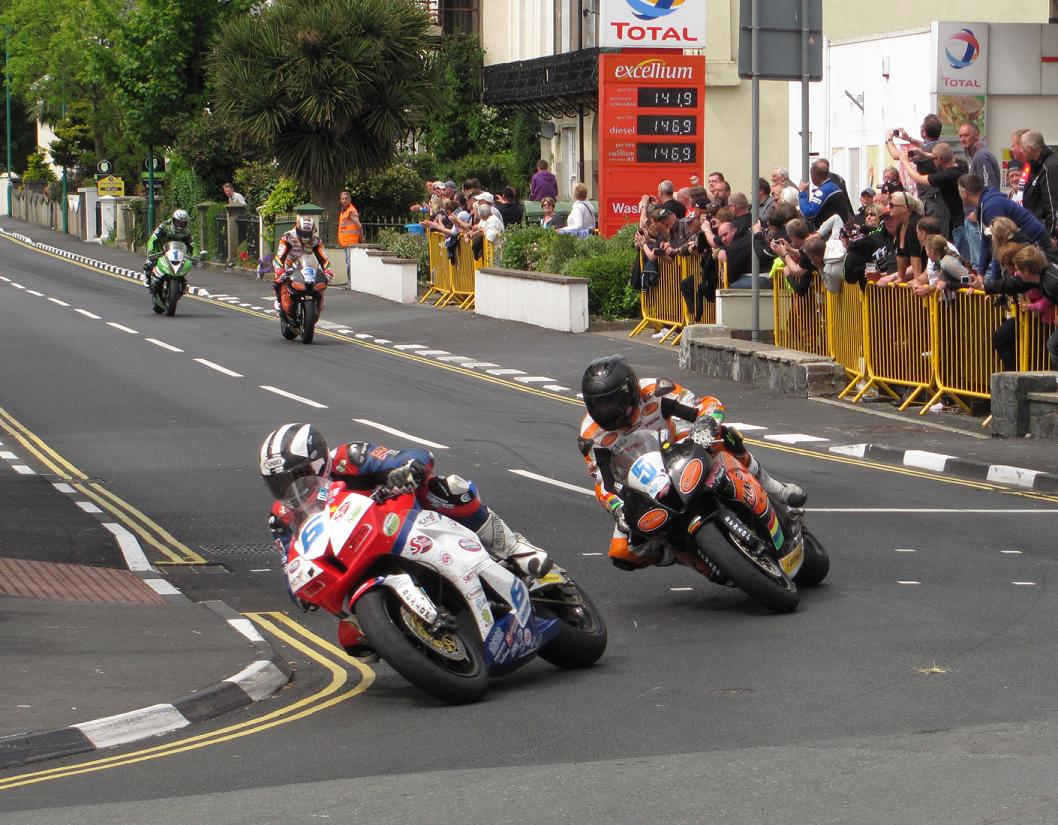
Parliament Square
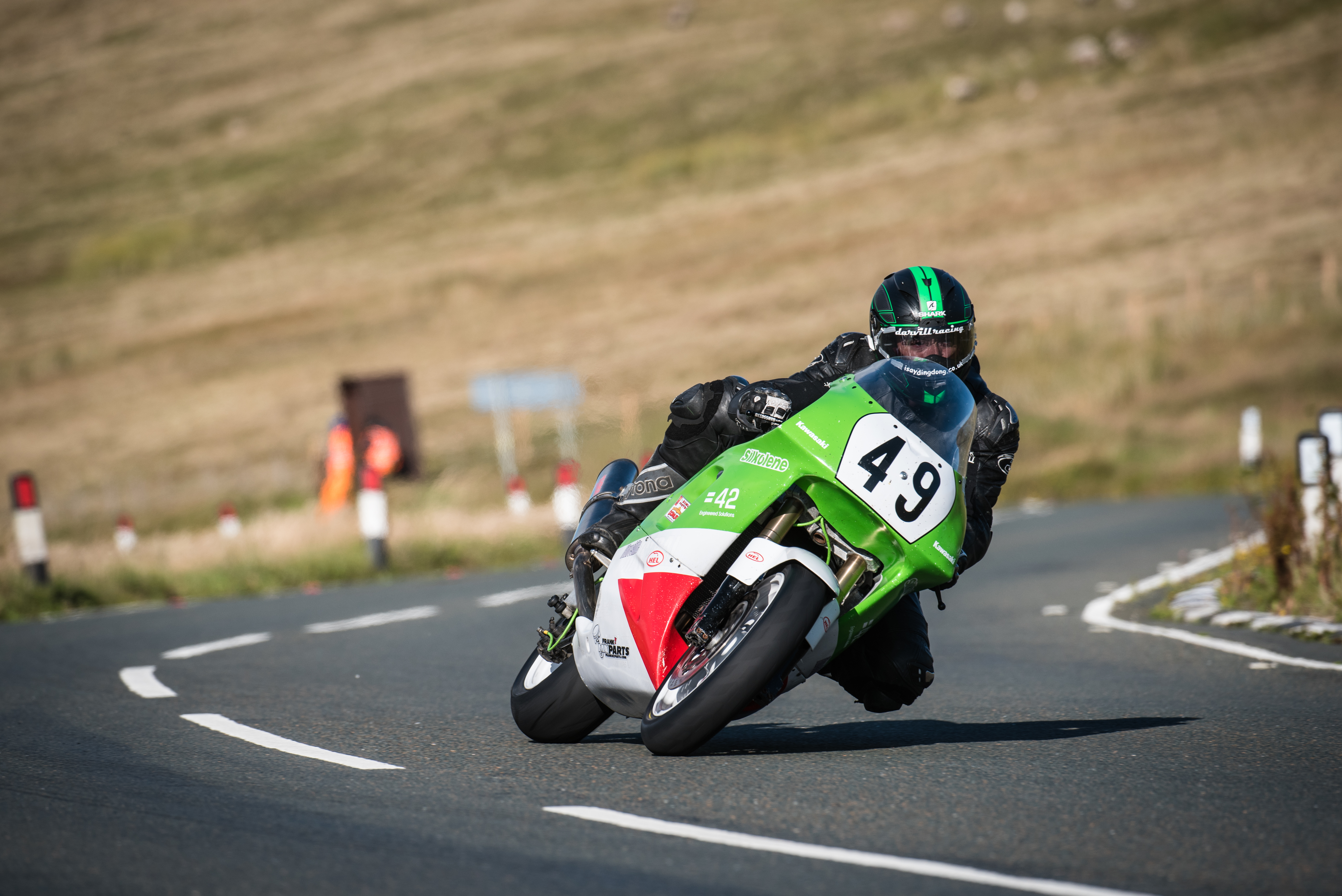
Brandywell
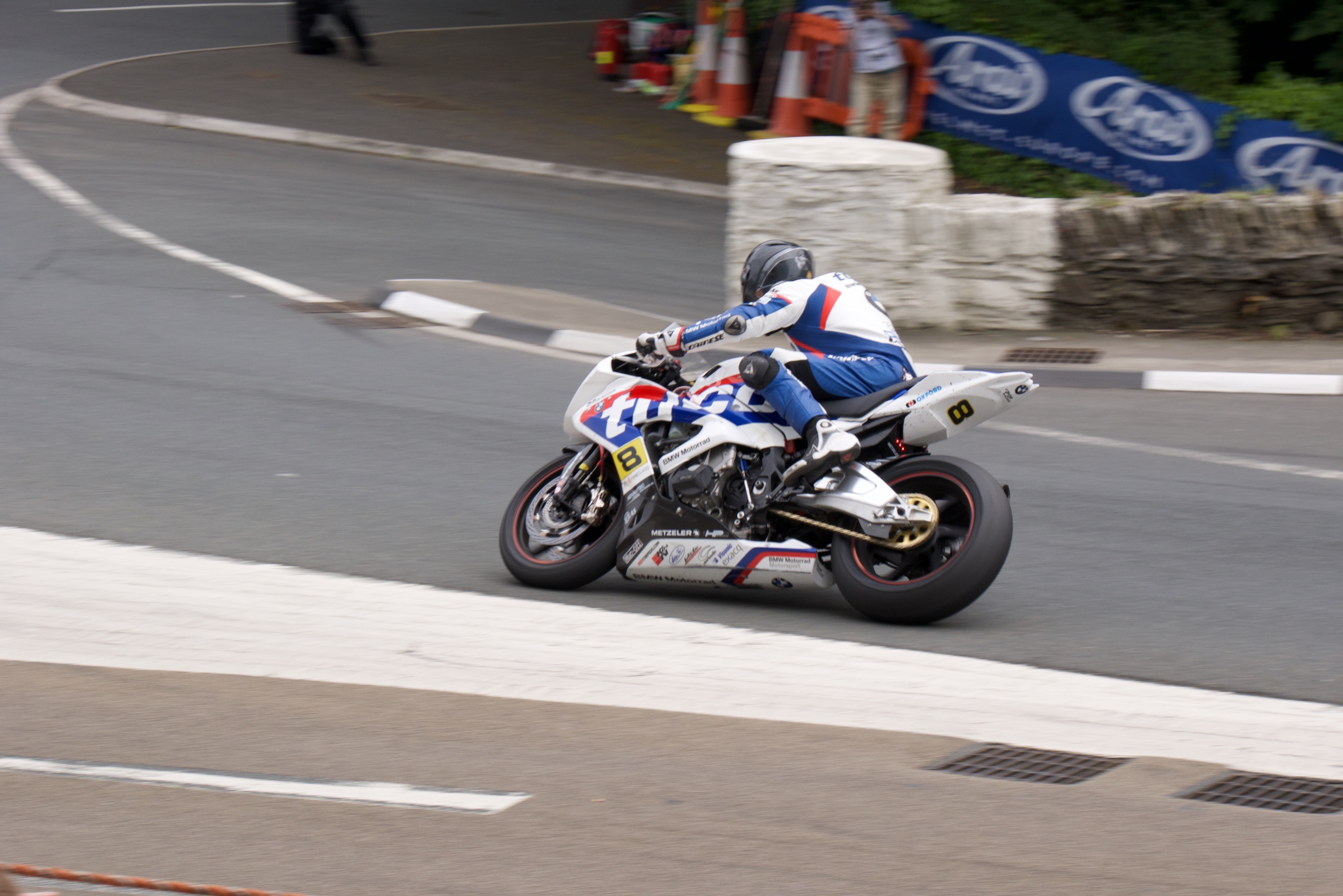
Govenor's Bridge